# Zarándhódos
Zarándhódos (Hodiș), település Romániában, a Partiumban, Arad megyében.

## Fekvése
Borossebestől nyugatzra fekvő település.

## Története
Zarándhódos, Hódos Árpád-kori település. Nevét már 1162–1172 között említette oklevél Hodos néven, a Bihar vármegyében fekvő szentjobbi monostor birtokaként.
1429-ben, 1808-ban Hodos, 1913-ban Zarándhódos néven írták.
1851-ben Fényes Elek írta a településről: „Arad vármegyében, Kujedhez szomszédos, 6 katholikus, 750 óhitü lakossal, s anyatemplommal.”